# NGC 5510
NGC 5510 је галаксија у сазвежђу Девица која се налази на NGC листи објеката дубоког неба.
Деклинација објекта је - 17° 59' 3" а ректасцензија 14h 13m 37,1s. Привидна величина (магнитуда) објекта NGC 5510 износи 13,0 а фотографска магнитуда 13,6. NGC 5510 је још познат и под ознакама ESO 579-3, MCG -3-36-10, NPM1G -17.0387, IRAS 14108-1744, PGC 50807.